# 李國定
李國定（Lee Kuo-ting，1938年11月16日—）是一名前台灣乒乓球運動員，右手直拍選手，台北市人，畢業於開南商工。他曾連克地主球員成田靜司和角田啓輔獲得1958年亞洲運動會乒乓球男子單打冠軍，同時與蘇榮村搭檔奪下男子雙打銀牌。1966年亞洲運動會再與楊正雄搭配獲得男子雙打銅牌，男子團體項目則奪下銀牌。球員生涯結束後前往奈及利亞及巴西任教，為當地培育了不少傑出選手。後長居巴西。